# Paco Lanciano
Paco Lanciano, all'anagrafe Pasquale Lanciano (Roma, 13 settembre 1955), è un fisico e divulgatore scientifico italiano.

## Biografia

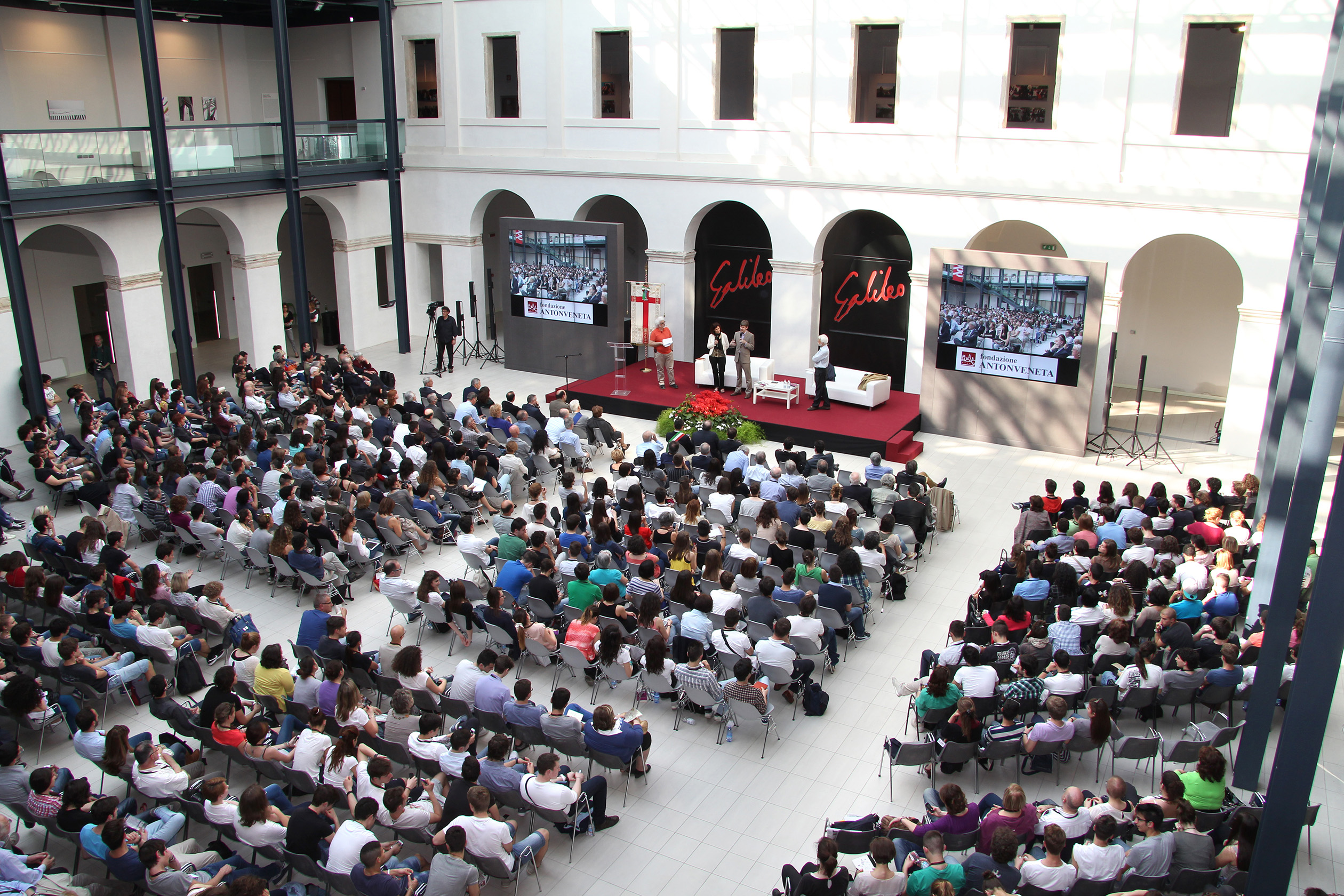
Paco Lanciano al Premio Galileo

Laureato in fisica, ha lavorato in laboratori di astrofisica sia in Italia sia negli USA. Ha lavorato al CNR (Consiglio Nazionale delle Ricerche) e in Telespazio. È stato Amministratore Delegato della CTM SpA, società di studi e ricerche nel campo della Osservazione della Terra da satellite. Responsabile della "Mizar per la divulgazione scientifica", agenzia di ideazione di musei scientifici interattivi, con la quale ha realizzato oltre cento mostre e musei in tutta Italia. Si dedica alla comunicazione della scienza e dell'archeologia dal 1981.
Dal 1993 ha collaborato con Piero Angela, in trasmissioni televisive quali Superquark, Quark, Viaggio nel cosmo, Il pianeta dei dinosauri, per le quali ha ideato e realizzato oltre 250 dimostrazioni sperimentali in studio.
Ha realizzato a Roma, assieme a Piero Angela, l'allestimento permanente delle Domus Romane di Palazzo Valentini, del Foro di Augusto e del Foro di Cesare. È inoltre l'ideatore dello spettacolo multimediale "Welcome to Rome", realizzato all'interno dei locali dell'ex Cinema Augustus al centro di Roma, dedicato al racconto della storia di Roma.

## Musei, mostre ed eventi
In campo museale, ha elaborato una formula originale che permette la partecipazione attiva del visitatore ("vietato non toccare") all'interno di percorsi organizzati come racconti. Questa impostazione, derivata da modelli anglosassoni e poco ortodossa rispetto al mondo museale italiano, gli ha consentito di ottenere numerosi incarichi, tra i quali:
- Responsabile dello Studio di fattibilità e progettazione dei contenuti della Città della Scienza di Roma, in seguito all'aggiudicazione della gara internazionale indetta dal Comune di Roma.
- Direttore del progetto del nuovo Galileium - Museo della Fisica e Astrofisica di Teramo, per i Lab. Nazionali del Gran Sasso dell'Istituto Nazionale di Fisica Nucleare.
- Direttore del progetto per il nuovo allestimento della Sala Fermi del Museo di Fisica per la Facoltà di Scienze dell'Università di Roma "La Sapienza".
- Direttore del progetto La voce delle Stelle per il CNR al Palazzo del Vittoriano a Roma.
- Coautore del progetto della mostra interattiva Con gli occhi del Panda, dedicata all'esplorazione del mondo sensoriale degli animali e delle piante, realizzata a Roma dal WWF Italia in occasione dei 30 anni dell'associazione.
- Direttore del progetto della mostra interattiva Paleolab|Un dinosauro a Pietraroja, per la provincia di Benevento.
- Direttore del progetto del nuovo Museo GeoLab, museo interattivo dedicato alle Scienze della Terra in Sangemini, per la Regione Umbria.
- Per il "Museo di Storia della Terra e della Vita" di BioGeM, ha ideato la Quadrisfera, struttura che consente di assistere come al centro di una sfera, in un gioco di monitor e specchi, alla proiezione di quattro filmati sincronizzati che raccontano l'origine e l'evoluzione della terra e della vita.[4]

È stato inoltre ideatore di oltre 120 manifestazioni pubbliche dedicate alla divulgazione della scienza ed in particolare dell'astronomia.

## Spettacoli multimediali
Nel 2007 inizia la realizzazione dell'allestimento multimediale delle Domus Romane di Palazzo Valentini che termina nel 2011 con una sezione dedicata alla Colonna Traiana.
Nel 2014 dirige la realizzazione dell'installazione multimediale al Foro di Augusto in via dei Fori Imperiali a Roma, e l'anno seguente quella del Foro di Cesare, assieme a Piero Angela.
Nel 2017 realizza lo spettacolo Welcome to Rome: un racconto immerso che si sviluppa su 5 pareti di una sala cinematografica appositamente ristrutturata che, grazie ad un plastico di gesso di 40 metri quadrati, racconta l'evoluzione storica, urbanistica e artistica della città di Roma.

## Onorificenze
- Premio Capo d'Orlando - 2001